# TSG Entertainment
TSG Entertainment Finance LLC è una casa di produzione cinematografica statunitense fondata nel 2012, che si occupa di finanziare i film della 20th Century Studios.

## Storia
Nel maggio  2011 Chip Seelig, un associato della Dune Entertainment, lasciò la compagnia per mettersi in proprio.
Nel 2012, in seguito alla distribuzione di Vicini del terzo tipo (The Watch),  Dune rescisse il suo contratto con la 20th Century Fox, la quale cominciò quindi a cercare un nuovo finanziatore. Seelig, finanziato principalmente dalla Magnetar Capital, fondò quindi la sua finanziatrice, la TSG Entertainment, e chiuse con la Fox un accordo valido per i successivi cinque anni, finanziando la major per 400 milioni di dollari. Variety descrisse l'affare come "la più grande transazione dall'inizio della crisi finanziaria del 2007".
Nel novembre 2015, la cinese Bona Film Group ha investito nella TSG 235 milioni di dollari.

### Logo
Il logo della TSG rappresenta l'episodio della Odissea di Omero in cui Ulisse, sfidato dai Proci, scaglia una freccia attraverso una fila di asce, facendo centro.

## Filmografia
- Vicini del terzo tipo (The Watch), regia di Akiva Shaffer (2012) - con 21 Laps Entertainment
- Diario di una schiappa - Vita da cani (Diary of a Wimpy Kid: Dog Days), regia di David Bowers (2012) - con Color Force
- Chasing Mavericks - Sulla cresta dell'onda, regia di Curtis Hanson (2012) - con Walden Media e Deuce Three
- Vita di Pi (Life of Pi), regia di Ang Lee (2012)
- Lincoln, regia di Steven Spielberg (2012) - con Dune Entertainment, DreamWorks Pictures, Touchstone Pictures, Reliance Entertainment, Participant Media, Amblin Entertainment, e The Kennedy/Marshall Company
- Parental Guidance, regia di Andy Fickman (2012) - con Walden Media, Chernin Entertainment e Face Productions, LLC.
- Die Hard - Un buon giorno per morire (A Good Day to Die Hard), regia di John Moore (2013)
- Gli stagisti (The Internship), regia di Shawn Levy (2013)
- In trance (Trance), regia di Danny Boyle (2013)[4]
- Corpi da reato (The Heat), regia di Paul Feig (2013)
- Wolverine - L'immortale (The Wolverine), regia di James Mangold (2013)
- Percy Jackson e gli dei dell'Olimpo - Il mare dei mostri (Percy Jackson: Sea of Monsters), regia di Thor Freudenthal (2013)
- The Counselor - Il procuratore (The Counselor), regia di Ridley Scott (2013)
- Storia di una ladra di libri (The Book Thief), regia di Brian Percival (2013)
- I sogni segreti di Walter Mitty (The Secret Life of Walter Mitty), regia di Ben Stiller (2013)
- La stirpe del male (Devil's Due), regia di Matt Bettinelli-Olpin e Tyler Gillett (2014)
- Grand Budapest Hotel (The Grand Budapest Hotel), regia di Wes Anderson (2014)
- X-Men - Giorni di un futuro passato (X-Men: Days of Future Past), regia di Bryan Singer (2014)
- Colpa delle stelle (The Fault in Our Stars), regia di Josh Boone (2014)
- Apes Revolution - Il pianeta delle scimmie (Dawn of the Planet of the Apes), regia di Matt Reeves (2014)
- Birdman (Birdman or (the Unexpected Virtue of Ignorance)), regia di Alejandro González Iñárritu (2014)
- Chi è senza colpa (The Drop), regia di Michaël R. Roskam (2014)
- Maze Runner - Il labirinto (The Maze Runner), regia di Wes Ball (2014)
- L'amore bugiardo - Gone Girl (Gone Girl), regia di David Fincher (2014)
- Kingsman - Secret Service (Kingsman: The Secret Sevice), regia di Matthew Vaughn (2014)[4]
- Taken 3 - L'ora della verità (Taken 3), regia di Oliver Megaton (2014)
- Notte al museo - Il segreto del faraone (Night at the Museum: Secret of the Tomb), regia di Shawn Levy (2014)
- Brooklyn, regia di John Crowley (2015)
- Via dalla pazza folla (Far from the Madding Crowd), regia di Thomas Vinterberg (2015)
- Poltergeist, regia di Gil Kenan (2015)
- Fantastic 4 - I Fantastici Quattro (Fantastic Four), regia di Josh Trank (2015)
- Hitman: Agent 47, regia di Aleksander Bach (2015)
- Maze Runner - La fuga (Maze Runner: The Scorch Trials), regia di Wes Ball (2015)
- Sopravvissuto - The Martian (The Martian), regia di Ridley Scott (2015)[2]
- Il ponte delle spie (Bridge of Spies), regia di Steven Spielberg (2015)
- Victor - La storia segreta del dott. Frankenstein (Victor Frankenstein), regia di Paul McGuigan (2015)
- Alvin Superstar - Nessuno ci può fermare (Alvin and the Chipmunks: The Road Chip), regia di Walter Beck (2015)
- La risposta è nelle stelle (The Longest Ride), regia di George Tillman Jr. (2015)
- Joy, regia di David O. Russell (2015)[4]
- Deadpool, regia di Tim Miller (2016)[4]
- The Other Side of the Door, regia di Johannes Roberts (2016)
- X-Men - Apocalisse (X-Men: Apocalypse), regia di Bryan Singer (2016)[2]
- Independence Day - Rigenerazione (Independence Day: Resurgence), regia di Roland Emmerich (2016)[2]
- Mike & Dave - Un matrimonio da sballo (Mike and Dave Need Wedding Dates ), regia di Jake Szymanski (2016)
- Morgan, regia di Luke Scott (2016)
- Miss Peregrine - La casa dei ragazzi speciali (Miss Peregrine's Home for Peculiar Children), regia di Tim Burton (2016)[2]
- Proprio lui? (Why Him?), regia di John Hamburg (2016)
- Il diritto di contare (Hidden Figures), regia di Theodore Melfi (2016)
- La cura dal benessere (A Cure for Wellness), regia di Gore Verbinski (2017)
- Logan: The Wolverine (Logan), regia di James Mangold (2017)
- The Post, regia di Steven Spielberg (2017)
- Alien: Covenant, regia di Ridley Scott (2017)
- Kingsman - Il cerchio d'oro (Kingsman: The Golden Circle), regia di Matthew Vaughn (2017)
- La forma dell'acqua - The Shape of Water (The Shape of Water), regia di Guillermo del Toro (2017)
- Terminator - Destino oscuro (Terminator: Dark Fate), regia di Tim Miller (2019)
- La casa oscura (The Night House), regia di David Bruckner (2021)
- The Last Duel, regia di Ridley Scott (2021)
- Assassinio a Venezia (A Haunting in Venice), regia di Kenneth Branagh (2023)
- Tron: Ares, regia di Joachim Rønning (2025)